# Théodore Géricault
Jean-Louis André Théodore Géricault, francoski romantični slikar in litograf, * 26. september 1791, Rouen, Francija, † 26. januar, 1824, Pariz, Francija.